# Le Voyage des innocents
 (septembre 2017).
Si vous disposez d'ouvrages ou d'articles de référence ou si vous connaissez des sites web de qualité traitant du thème abordé ici, merci de compléter l'article en donnant les références utiles à sa vérifiabilité et en les liant à la section « Notes et références ».
Le Voyage des innocents (Innocents Abroad) est un récit de voyage semi-autobiographique de Mark Twain publié en 1869 après avoir été écrit sous forme de reportage pour un quotidien californien. Les innocents sont ses compatriotes,  qui font une croisière de 5 mois en Europe, .

## Historique
Après la Guerre de Sécession puis un voyage de 4 mois à Hawaï en 1866 comme correspondant pour le  journal Sacramento Union, qui a publié ses 25 lettres de Polynésie, Mark Twain va en Europe et s'embarque le 8 juin 1867, sur le Quaker City pour le premier grand voyage organisé de l'histoire du tourisme: un pèlerinage en Terre Sainte organisé par l’Église évangéliste de Brooklyn, qui doit durer 5 mois et demi. 
À 32 ans, il est chargé d'en faire le reportage pour un journal de San Francisco, le quotidien Alta Calfornia, à qui il envoya successivement 53 articles. Ceux-ci sont repris par le New York Times et  l'Herald Tribune, et ont un grand succès, ce qui a convaincu l'auteur d'en faire un livre dès 1869.
Mark Twain admire pour la première fois la beauté des femmes italiennes, et fait connaissance avec la “passeggiata”. Les villes italiennes visitées et décrites sont Gênes, Milan, Côme, Venise, Florence, Pise, Rome, Naples. Mark Twain s’intéresse à la géographie, l’histoire, l’économie des pays traversés et déplore l’incurie de l’état italien et ses dépenses folles, en particulier pour la guerre.
Outre l'Italie, Mark Twain et ses compagnons de voyage ont visité entre autres Gibraltar, Paris, Constantinople, Sébastopol (peu après la guerre de Crimée), Smyrne, la Syrie, et bien sûr la Terre Sainte (ainsi que l'Égypte).